# John Morrison
John Randall Hennigan (3 d'octubre del 1979 -), més conegut al ring com a John Morrison, Johnny Nitro o Johnny TV és un lluitador professional estatunidenc que treballa a la marca "Ring of Honor", empresa de desenvolupament de Tony Khan, creador d'AEW. És conegut per haver estat campió de la marca ECW, el "reboot" de l'empresa de wrestling extrem de la World Wrestling Entertainment (WWE) durant el 2007.